# История почты и почтовых марок Нидерландских Антильских островов
История почты и почтовых марок Нидерландских Антильских островов включает обзор развития почтовой связи на территории Нидерландских Антильских островов, а также их предшественницы — нидерландской колонии Кюрасао и зависимые территории. Данная почтовая территория состояла из островов Бонайре, Саба и Синт-Эстатиус (ныне входят в состав Нидерландов в качестве почтовой территории Карибские Нидерланды), а также Синт-Мартена, Кюрасао и Арубы (каждый из которых является сейчас отдельной почтовой территорией) и просуществовала до 2010 года. Почтовые марки находились здесь в употреблении с 1873 года, а членство во Всемирном почтовом союзе (ВПС) началось в 1875 году.

## Развитие почты

### Ранний этап
История почты на островах Королевства Нидерландов в бассейне Карибского моря берёт своё начало со времён их колонизации голландцами в 1634 году. Первоначально почтовая связь осуществлялось путём перевозки корреспонденции случайным судном, и известен ряд писем, относящихся к этому периоду.

### Почта Кюрасао
Название Кюрасао использовалось в отношении всех шести островов вместе, когда они составляли колонию Кюрасао и зависимые территории (Территория Кюрасао в 1936—1948 годах). Сама колония просуществовала под этим названием с 1815 по 1948 год, а её почтовая администрация — с 1825 по 1948 год.
В 1825 году правительство Нидерландов открыло первое почтовое отделение в Виллемстаде: с тех пор и до 1834 года между Виллемстадом и Хеллевутслёйсом курсировал пакетбот нидерландской короны. В промежуток с 1842 по 1854 год почта перевозилась вспомогательной морской линией и далее британскими пакетботами.
В 1854—1885 годах пароходство Royal Mail Steam Packet Company осуществляло регулярное почтовое обслуживание с доставкой корреспонденции в мешках в Голландию по маршруту Виллемстад — Бреда (в 1854 году) или Мурдейк (после 1855 года), с промежуточным заходом в Саутгемптон. Известны примеры корреспонденции, помеченной ручными штемпелями с указанием Виллемстада и других мест.
1 июля 1875 года острова, наряду со своей метрополией и Арубой, были приняты в состав ВПС. С 1877 года почтовая территория Кюрасао и зависимые территории стала отдельным членом ВПС.
В течение 1880-х годов были открыты первые почтовые отделения в следующих пунктах на других островах колонии:
- Филипсбург, Синт-Мартен — 1 января 1882 года.
- Ораньестад, Синт-Эстатиус — 1 марта 1884 года.
- Боттом, Саба — 1 марта 1884 года.
- Кралендейк, Бонайре — 1886.
- Ораньестад, Аруба — 1888.

С 1929 года начались регулярные авиапочтовые рейсы.

### Почта Нидерландских Антильских островов
Название колонии было официально изменено в 1948 году, в результате чего было также переименовано почтовое ведомство. Нидерландские Антильские острова были сначала колонией[≡], а затем (с 1954 года) автономией[≡] — вплоть до 2010 года[≡].

Примеры франкотипов Нидерландских Антильских островов
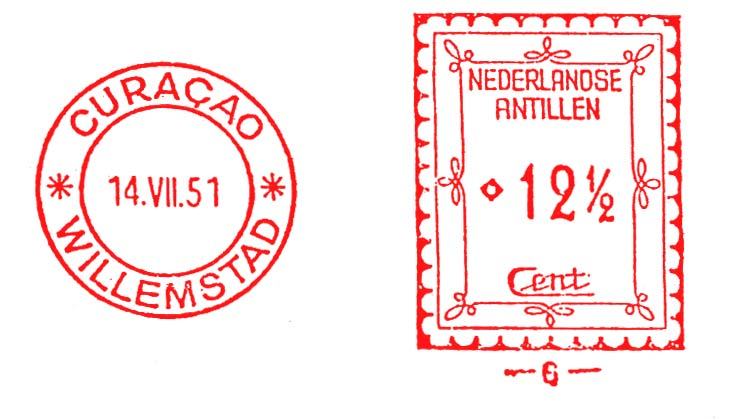
1951: в статусе нидерландской колонии[^]
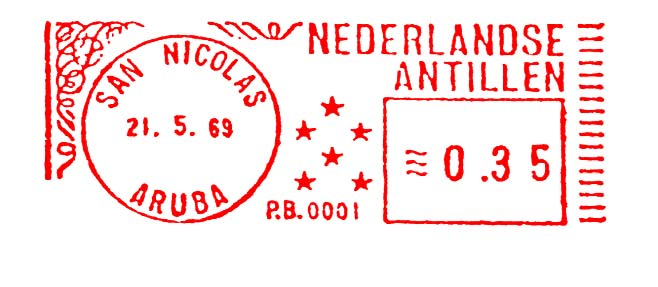
1969: в статусе автономии в составе Королевства Нидерландов, которая объединяла шесть островов, включая Арубу (обозначены шестью звёздочками)[^]
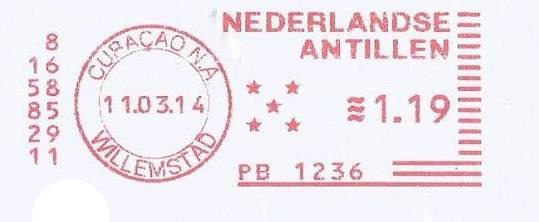
2014: в статусе автономии, объединявшей после выхода Арубы пять островов (обозначены пятью звёздочками)[^]. Франкотип имеет надпись «Nederlandse Antillen», то есть применялся в таком виде после роспуска Нидерландских Антил[англ.] в 2010 году[^]

Почтовым обслуживанием на островах с 1997 по 2003 год занималась компания нидерл. Post Nederlandse Antillen Ltd. («Почта Нидерландских Антил Лтд.»)[≡], переименованная в 2003 году в Nieuwe Post Nederlandse Antillen («Новая почта Нидерландских Антил»). Последняя просуществовала до 2014 года[≡] и была затем преобразована в нынешнего почтового оператора Кюрасао Cpost International N. V.

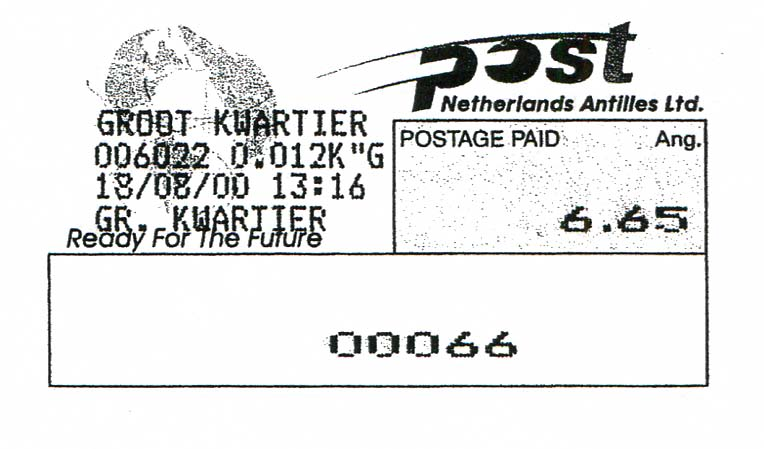
2000: чёрно-белый вариант (отпечатана в штаб-квартире компании в Виллемстаде)
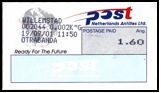
2001: цветной вариант (почтовое отделение Отробанды[англ.])
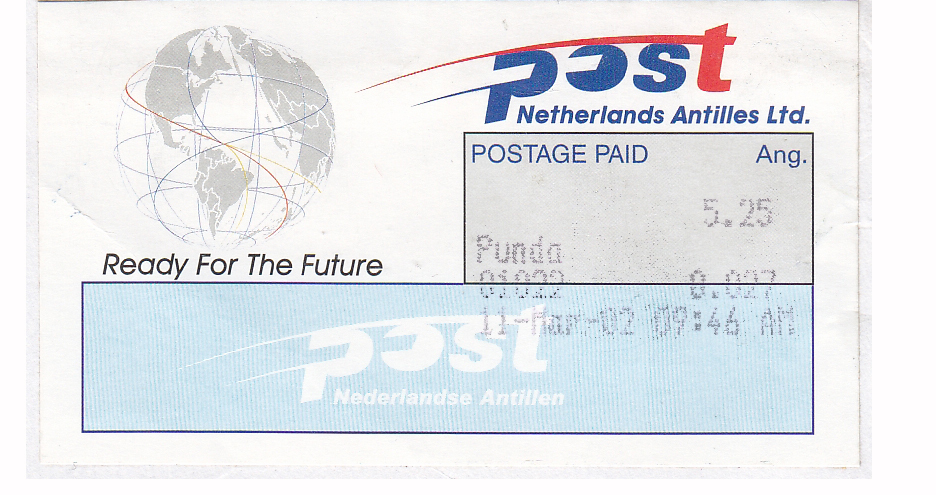
2002: цветной вариант (почтовое отделение  Пунды[нидерл.])

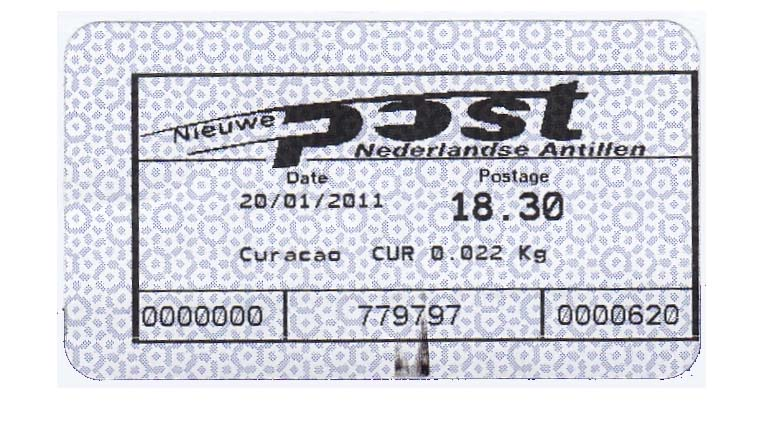
2011
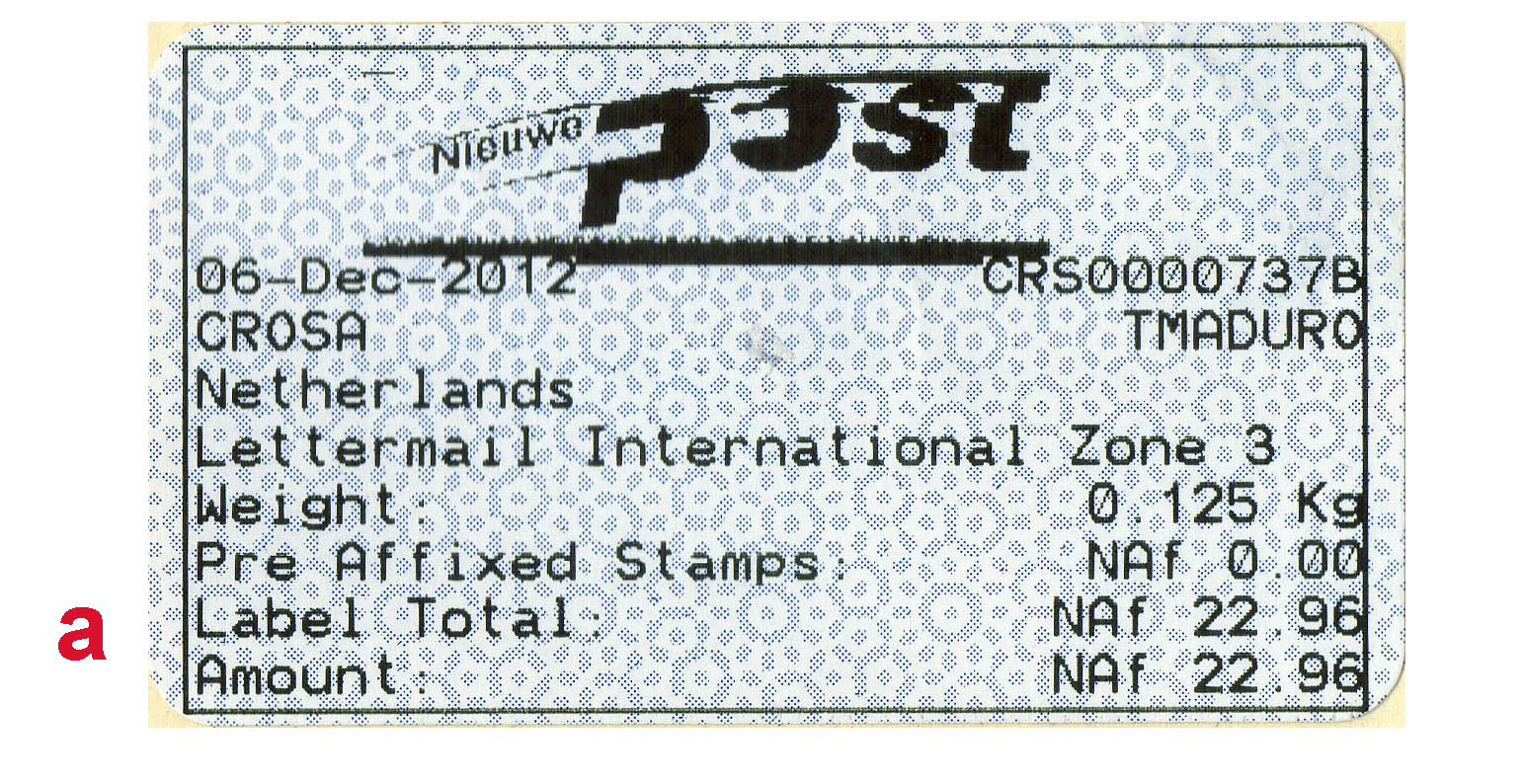
2012
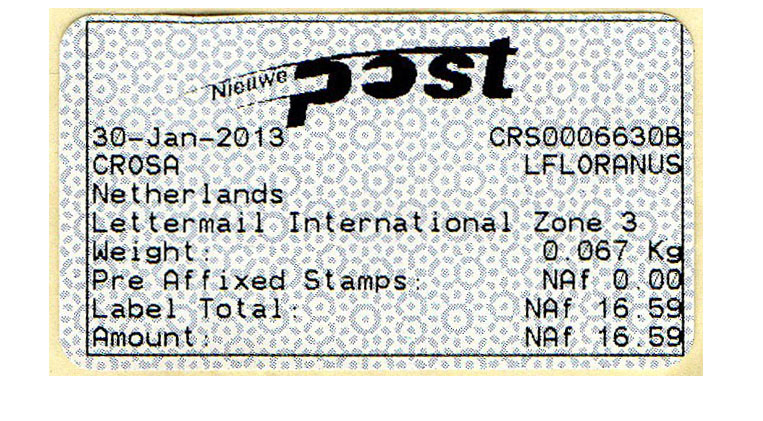
2013

## Выпуски почтовых марок

### Кюрасао

#### Первые марки
Первая почтовая марка Кюрасао была эмитирована 23 мая 1873 года. На ней был изображён Виллем III в профиль и стояла надпись «Curaçao» («Кюрасао»). Марка имела номинал в 2½ цента и была зелёного цвета[≡]. Почтовое обращение этих марок было незначительным до 1877 года (до присоединения колонии к ВПС).

#### Последующие эмиссии

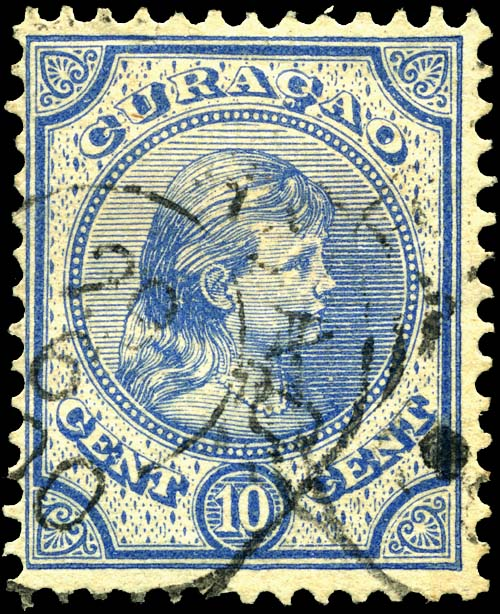

Портрет нидерландского монарха присутствовал на всех выпусках в течение последующих 77 лет. К шести исходным номиналам (от 2½ до 50 центов) в 1879 году добавилась марка номиналом в 2,50 гульдена, в 1886 году — 12½ центов и в 1889 году — ещё четырёх номиналов. Все эти марки выпускались без клеевого слоя (из-за жары и влажности) до 1890 года.
В 1889 году началась многолетняя традиция выпуска почтовых марок низких номиналов (от 1 до 5 центов) с изображением только цифр большого размера. В 1891 году на марке номиналом в 30 центов была сделана надпечатка нового номинала в 25 центов. Между тем кончина Виллема III (1817—1890) ввела его дочь Вильгельмину (1880—1962) в число самых молодых людей, изображённых на почтовых марках на тот момент, при этом между 1892 годом и 1896 годом вышли марки пяти номиналов с её портретом. При этом в дизайне марок фактически изменилась только виньетка[≡].
Периодически появлялась нужда в дополнительных надпечатках новых номиналов, как в случае 2½ центов в 1895 году, а в 1901—1902 годах они были сделаны на почтовых марках Нидерландов. Новая серия стандартных марок вышла в 1904 году с цифрой в горизонтальной компоновке для низких номиналов и с портретом Вильгельмины в круглой рамке для более высоких номиналов. Дополнительные номиналы добавились в 1906 и 1908 годах.
В 1915 году для новой серии были повторно использованы рисунки марок, выпущенных для Голландской Ост-Индии несколькими годами ранее. Цифры низких номиналов были выполнены на белом вместо заштрихованного фона, для удобства распознавания[≡], в то время как на марках средних номиналов были изображены королева и корабль в море[≡], а марки самых высоких номиналов изображали королеву в окружении пальм. Эти почтовые марки продолжали использоваться в качестве стандартных в течение многих лет, при этом марки некоторых номиналов претерпевали изменение цвета; например, почтовая миниатюра номиналом в 5 центов изначально была розовой, потом сменила цвет на зелёный в 1922 году, а затем на сиреневый в 1926 году.

Примеры почтовых марок Кюрасао 1915 года выпуска
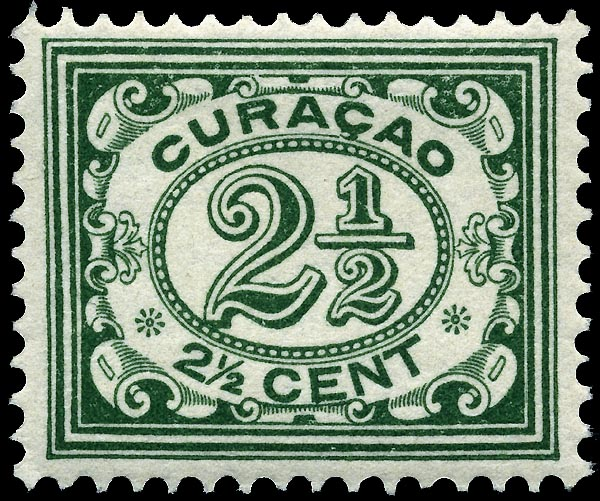
2½ цента (Mi #52C; NVPH #48)[^]
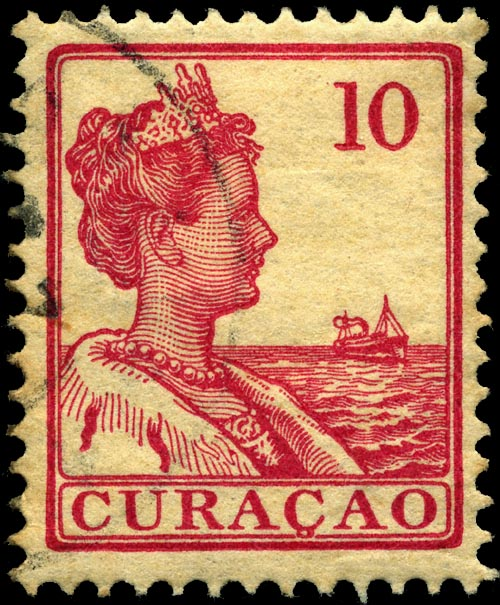
Портрет королевы Вильгельмины, 10 центов (Mi #56; NVPH #57)[^]

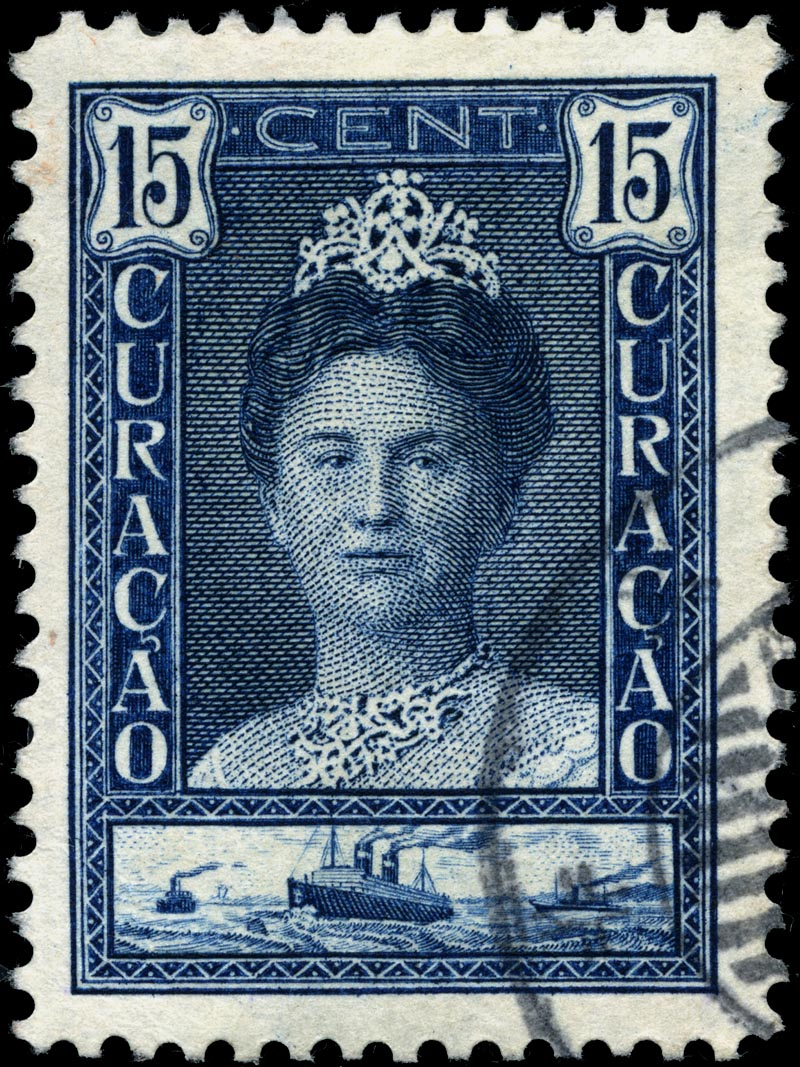

Первые памятные марки, вышедшие в 1923 году, были посвящены 25-летию правления Вильгельмины и изображали её тонко гравированный портрет. Этот портрет был снова использован в стандартной серии 1928 года, когда в нижней части рисунка добавилось изображение парохода[≡].
В 1934 году серией из 17 почтовых марок было отмечено 300-летие колонии; на рисунках марок были представлены портреты деятелей, занявших значительное место в истории, а также изображение корабля Яна ван Вальбека.
В 1936 году вышла новая стандартная серия, с обычными более низкими номиналами в виде цифр, но теперь в вертикальной компоновке в овальной рамке, а на марках номиналом от 10 центов и выше был изображён портрет Вильгельмины, одетой во что-то вроде шали или откинутой вуали. Это изображение королевы не появлялось ни на каких других почтовых марках Нидерландов.
Для выпуска в честь 40-летия правления в 1938 году и для стандартных почтовых марок 1941, 1942, и 1947 годов снова были использованы те же портреты Вильгельмины, что и для выпусков Нидерландов и Голландской Ост-Индии.
В 1943 году последовала серия из шести стандартных марок, которые были двухцветными, с живописным видом разных островов колонии:

Стандартная серия Кюрасао с портретом королевы Вильгельмины и видами шести островов (1943)
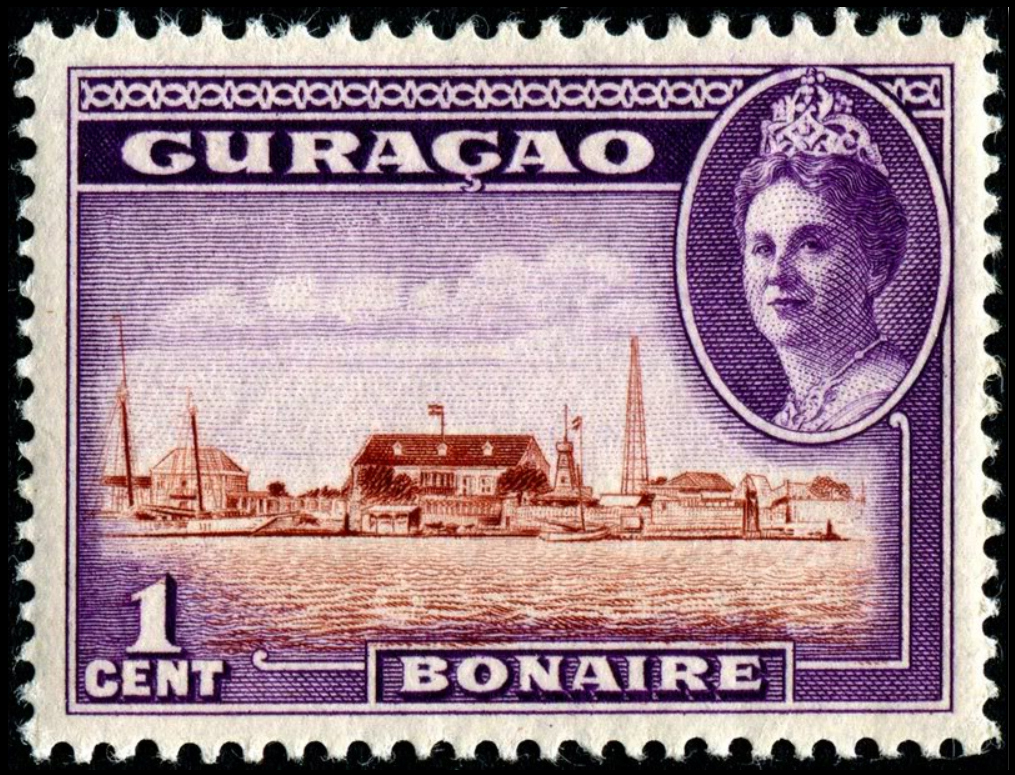
Бонайре, 1 цент (Mi #198; Yt #149; NVPH #158)
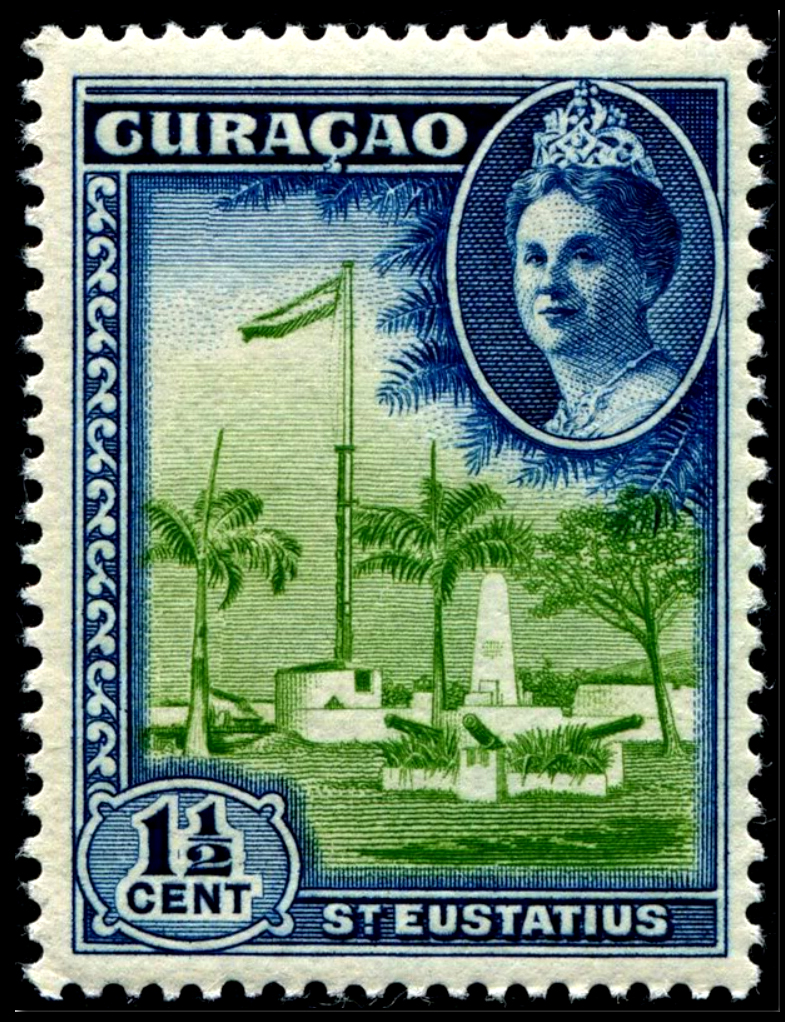
Синт-Эстатиус, 1½ цента (Mi #199; Yt #150; NVPH #159)
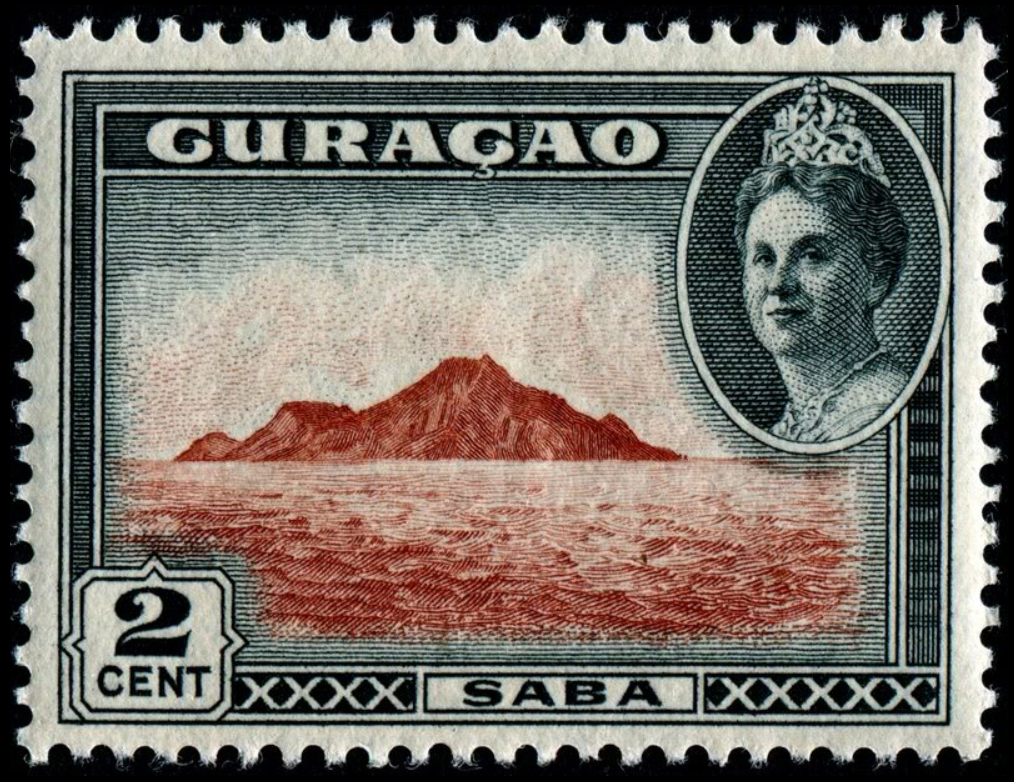
Саба, 2 цента (Mi #200; NVPH #160)

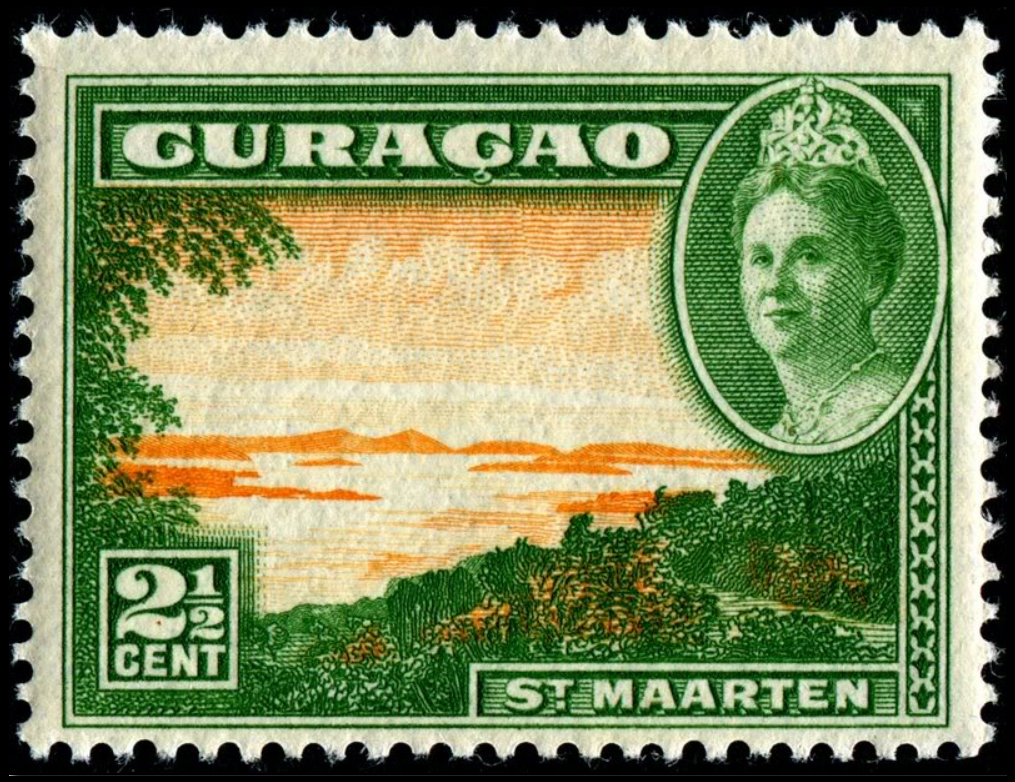
Синт-Мартен, 2½ цента (Mi #201; NVPH #161)
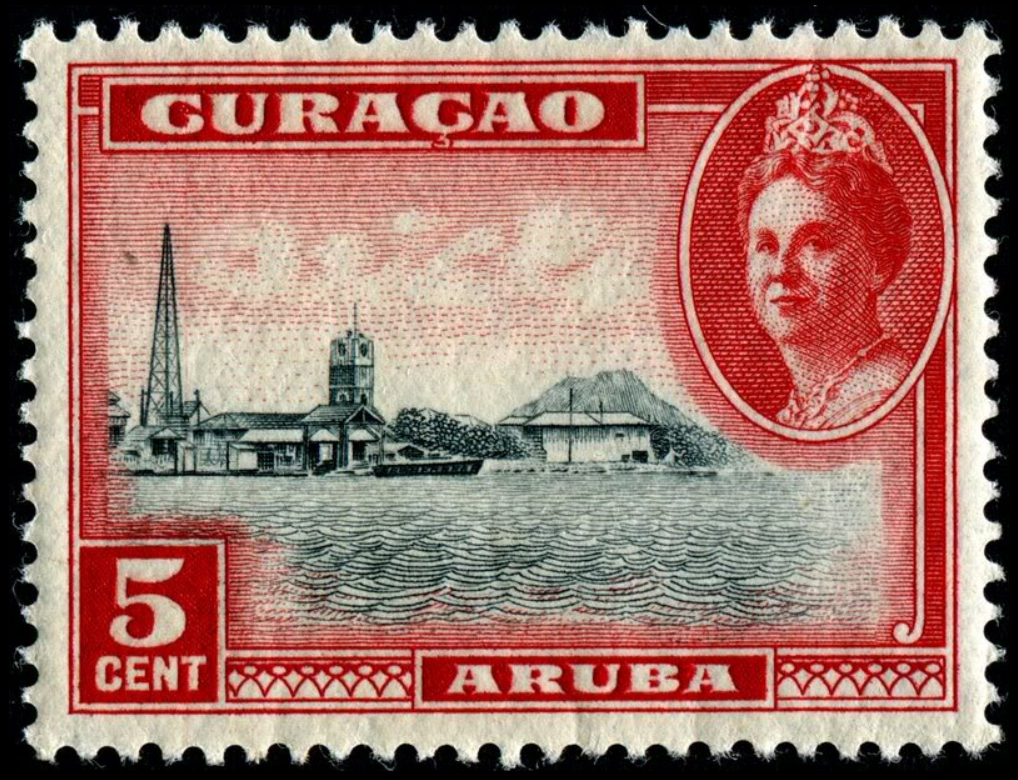
Аруба, 5 центов (Mi #202; NVPH #162)
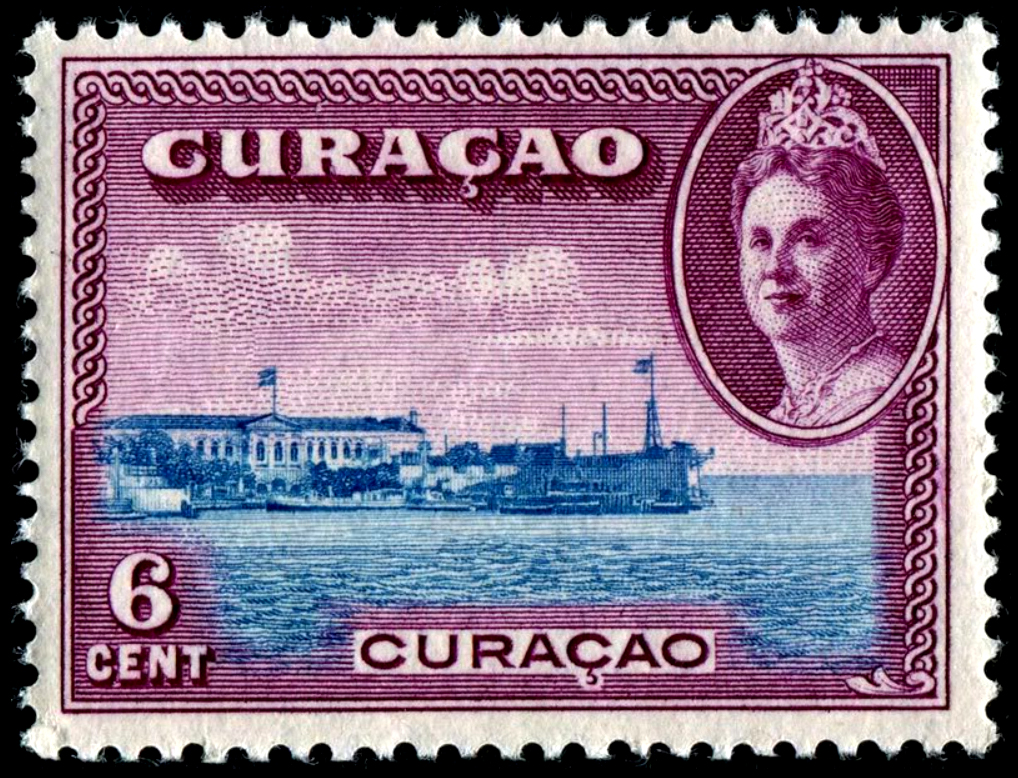
Кюрасао, 6 центов (Mi #203; NVPH #163)

Серия 1948 года из 11 марок с изображением уже седой Вильгельмины в профиль быстро устарела после коронации королевы Юлианы в сентябре того же года. Новая королева появилась на паре почтовых марок, посвящённых этому событию и выпущенных в сентябре.
На всех марках Кюрасао название почтовой территории обозначалось надписью «Curaçao» («Кюрасао») — на оригинальных почтовых миниатюрах или в виде надпечатки на марках Нидерландов.

### Нидерландские Антильские острова

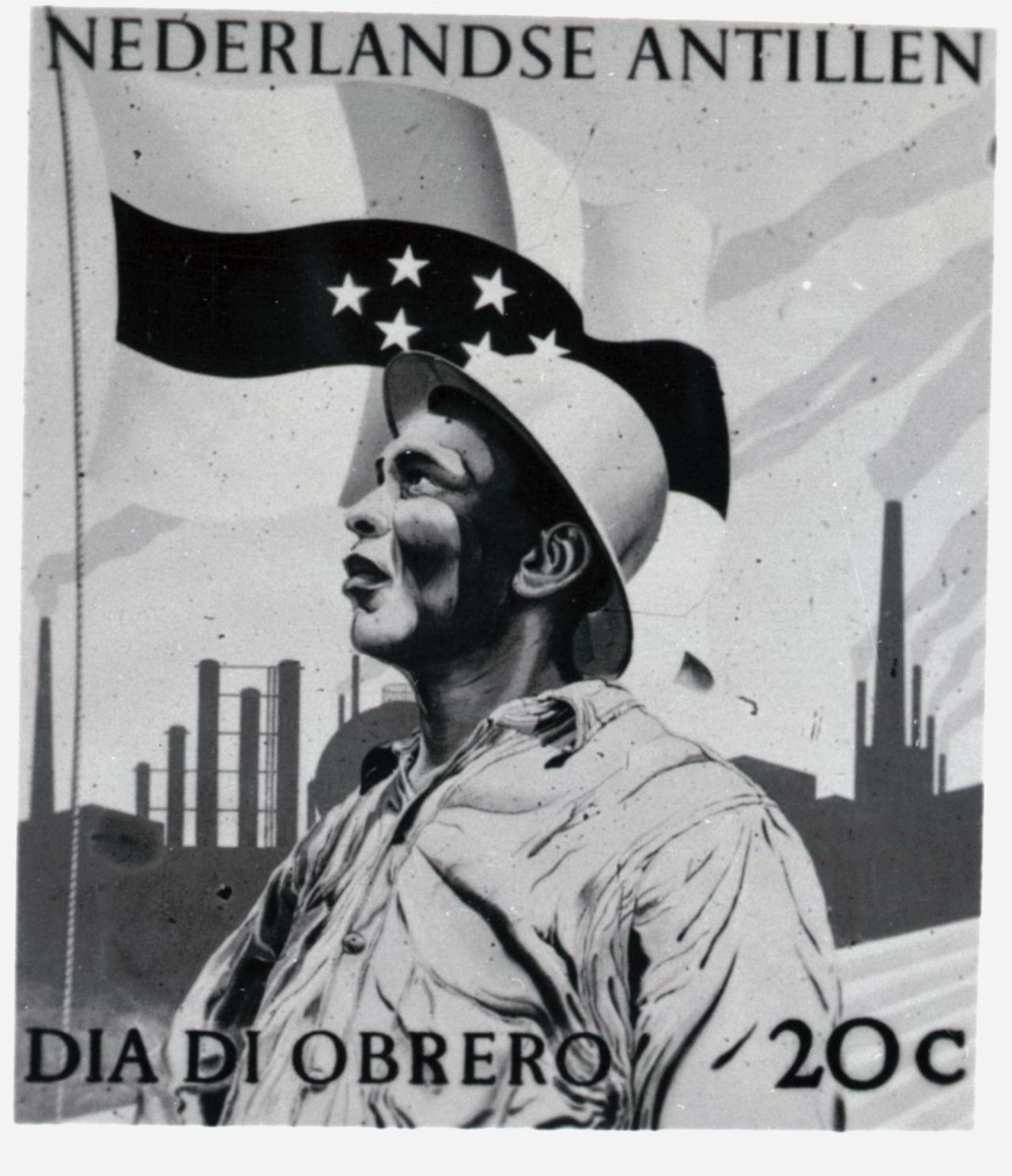
Почтовая марка Нидерландских Антильских островов в честь Дня труда (чёрно-белое изображение), 20 центов, 1960

Новое название колонии было впервые указано на серии из трёх почтовых марках, выпущенных в июле 1949 года в ознаменование 450-летия открытия острова Кюрасо, а затем в октябре — на двух почтовых марках по поводу 75-летия ВПС. Изменение названия повлекло за собой выпуск новых стандартных почтовых марок, которые начали выходить в 1950 году с тем же самым дизайном, что у марок, изданных в Нидерландах в предыдущем году, но с надписью «Ned. Antillen» («Нидерландские Антильские острова»). Эта надпись (или её полный вариант «Nederlandse Antillen») присутствовала на других марках Нидерландских Антильских островов.
В 1950-х годах были выпущены несколько памятных марок, а затем в 1958 году для новых стандартных почтовых марок были выбраны простые художественные рисунки, представляющие различные острова. Использование этих рисунков марок продолжалось в течение многих лет, при этом новые серии марок (более высоких) номиналов дополнили первоначальный выпуск в 1973 и 1977 годах.
В 1962 году был подготовлен первый почтовый блок Нидерландских Антильских островов.
К 1963 году, за первые 90 лет почтовых эмиссий, в обращение поступило 416 почтовых марок и один блок.
Число марок, выпускаемых ежегодно, постепенно росло, однако по-прежнему относительно сдержанными темпами. Тематикой выпусков в основном была местная флора и фауна и туризм.

### После распада
После получения Арубой статуса самостоятельного государственного образования в составе Королевства Нидерландов 1 января 1986 года[≡][≡], она стала эмитировать собственные почтовые марки.
После полного распада Нидерландских Антильских островов появились ещё три эмитента почтовых марок: Кюрасао, Синт-Мартен и Карибские Нидерланды.

## Другие виды почтовых марок

### Авиапочтовые

C 1929 года колония Кюрасао эмитировала авиапочтовые марки с надписью «Luchtpost» («Авиапочта») в виде надпечатки и на оригинальных почтовых миниатюрах. Первый авиапочтовый выпуск датирован 6 июля 1929 года.
В 1934 году на Кюрасао выпустили авиапочтовую марку со значительно стилизованным изображением профиля бога-вестника Гермеса, ставшую одной из самых канонических марок в стиле ар-деко[≡].
В октябре 1942 года увидела свет большая серия из 15 авиапочтовых марок, которые имели двухцветные рисунки, изображающие самолёты, карты и пейзажи в различных сочетаниях.
Последняя серия авиапочтовых марок появилась в 1947 году с рисунками с изображением на более низких номиналах стилизованного самолёта и почтового рожка, а на более высоких номиналах — самолёта DC-4, скользящего по волнам.

### Служебные
Первые служебные марки появились и стали использоваться в Кюрасао в 1941 году.

### Почтово-благотворительные
Почтовая администрация Кюрасао отметилась изданием почтово-благотворительных марок, что впервые произошло 1 декабря 1947 года. Первые почтово-благотворительные марки Нидерландских Антильских островов были выпущены в 1951 году.

### Доплатные
Выходили также доплатные марки Кюрасао, первые из которых были напечатаны в 1889 году. При этом по рисунку и тексту доплатные марки Кюрасао были одинаковыми с таковыми марками Нидерландов и их других колониальных владений, но отличались от них окраской. Если марки собственно Нидерландов были синего цвета (с 1881 года), то марки Кюрасао — зелёного (с 1890 года).
Почтовое ведомство Нидерландских Антильских островов также прибегало к обращению доплатных марок в 1952—1959 годах.
В общей сложности за период между 1873 и 1963 годами было выпущено 57 доплатных марок с надписями на оригинальных марках: «Те  betalen» («Уплатить»); «Port» («Доплата»).

## Британская оккупация
Во время оккупации колонии англичанами с 1807 по 1815 год работало британское почтовое отделение.